# 눈물보다 아름다운 유산
《눈물보다 아름다운 유산》은 2002년 4월 5일에 MBC에서 방영한 베스트극장이다.

## 등장 인물

### 주요 인물

#### 첫 번째 에피소드 〈핸드폰 액세서리〉
- 김지아 : 영은(여, 20대 중반) 역
- 최유정 : 은성(여, 20대 중반) 역

#### 두 번째 에피소드 〈홍시〉
- 김상경 : 갑수(남, 30대 후반) 역

#### 세 번째 에피소드 〈자전거〉
- 서지희 : 경우(여, 초등학교 6학년) 역
- 김태진 : 상규(남, 초등학교 4학년) 역

### 그 외 인물
- 유순철
- 김복희
- 홍민우
- 김진구
- 최재호
- 최윤정